# Подлиповиця
Подлиповиця (словен. Podlipovica) — поселення в общині Загорє-об-Саві, Засавський регіон, Словенія. Висота над рівнем моря: 417,3 м.